# Gensko inženjerstvo
Gensko (genetičko) inženjerstvo obuhvaća skup metoda kojima se mijenja genski ustroj jedinke tj. skup biokemijskih postupaka kojima se izrezuju cijeli geni, njihovi dijelovi ili skupine gena iz DNK jednog organizma i njihovo umetanje u unaprijed određeno mjesto u DNK drugog organizma (najčešće takvog koji ima jednostavno genetičko ustrojstvo i koji se može uzgojiti u neograničenim količinama), kloniranje dijelova DNK i dr.
Razvoj tih postupaka omogućio je upoznavanje građe i ustrojstva velikoga broja gena različitih organizama, uključujući i čovjeka, te mogućnost industrijske proizvodnje bjelančevina pomoću mikroorganizama u koje su ugrađeni sintetički ili prirodni geni virusa, bakterija, gljiva i viših organizama, uključujući i čovjeka. Danas je moguće sintetizirati bjelančevine eukariota u prokariotskim stanicama. Te stanice proizvode inzulin, interferon, interlukine i hormon rasta te rekombinantna cjepiva. Postupci koji se primjenjuju u genetičkom inženjerstvu uglavnom su enzimski i molekularno-biološki te klasični postupci mikrobne genetike.

## Proces
Jedna od dviju DNK mora biti plazmidskog ili virusnog podrijetla i mora posjedovati gene koji će joj dati sposobnost autonomna umnažanja (replikacije) u odgovarajućim stanicama. Ova DNK, vektor, služi za repliciranje one druge DNK. Druga DNK, koja je zapravo predmet proučavanja i koju se pokušava razmnožiti, naziva se stranom, jer u pravilu nije srodna niti s vektorskom DNK niti sa stanicom u koju će ući nakon spajanja s vektorom. 
Za reakciju spajanja vektorske i strane DNK upotrebljava se naziv rekombinacija in vitro, dok se produkt reakcije naziva rekombinantnom DNK. Da bi se molekule rekombinantne DNK autonomno replicirale, trebaju se unijeti u bakterijske ili kakve druge za to prikladne stanice. Unošenje rekombinantne DNK u stanice naziva se transformacijom ili transfekcijom, ovisno o tome služi li kao vektor plazmidska ili virusna DNK.
Autonomna replikacija jedne molekule rekombinantne DNK počinje u jednoj stanici, a nastavlja se u potomcima te stanice ili u susjednim stanicama. Pri tome od svake pojedine molekule nastaje mnoštvo njoj identičnih molekula. Takav način razmnažanja rekombinantne DNK i stranih gena, koje rekombinantna DNK u sebi nosi, naziva se kloniranje DNK ili kloniranjem gena. Strana DNK prelomi se na točno određenim mjestima pomoću restriktivnog enzima. S pomoću istog enzima napravi se jedan lom na određenom mjestu u kružnoj molekuli plazmidskog vektora. 
Krajevi jednog od fragmenata strane DNK spoje se s pomoću enzima DNK ligaze s krajevima vektorske DNK i na taj način dobije se kružna rekombinantna DNK. Rekombintna DNK unosi se u bakterijske stanice, koje su prethodno obrađene tako da postanu propusne za DNK. Nakon unošenja, rekombinantna DNK se umnaža u bakterijskoj citoplazmi, dok se bakterije istodobno množe. Tako nastaje klon rekombinantne DNK i unutar njega, klon stranih gena.

## Hrana i označavanje
O pitanju označavanja hrane koja u sebi ima sastojke proizašle postupcima genetičkog inženjerstva postoji već duže vrijeme diplomatsko-ekonomska borba između s jedne strane proizvođača takve hrane koje potpomaže SAD protiv država koje zagovaraju označavanje (europske države, Malezija....) i protiv zelenih udruga.
Zagovornici označavanja zastupaju gledište da kupac ima pravo znati kakvu hranu kupuje, to jest, da ima pravo izbora. Protivnici označavanja zastupaju gledište da ono stigmatizira označene proizvode tako da ih onda kupci izbjegavaju ilo kupuju rjeđe. Drugi razlog protivnika označavanje je cijena tog označavanja, ali i troškovi odvajanja proizvoda (primjerice, soje) koji je nastao prirodnim putem i onaj koji je nastao uz pomoć genetičkog inženjerstva.
WTO-ova pravila nigdje ne spominju genetičko inženjerstvo pa se ona pravno promatraju kroz dogovor o tehničkim preprekama trgovini. SAD zagovara gledište da se u tom sporazumu ne navodi pravo potrošača na obaviještenost o hrani koju kupuje.

## Ljudi
Radi oboljenja kćeri od Fanconijeve anemije, obitelj Nash podvrgnula se 2000. umjetnoj oplodnji radi „stvaranja” Adama Nasha, djeteta s genomom „dizajniranim” za darivanje matičnih stanica. O životu i zdravstvenu stanju Adama Nasha nema mnogo informacija.

## Vanjske poveznice
- Socijalna ekologija Hrvoje Čorak: KORISTI I RIZICI GENSKOG INŽENJERSTVA.Percepcija primjene genskog inženjerstva u medicini, agronomiji i zaštiti okoliša
- CROSBI Đuro Senčić: Gensko inženjerstvo u oplemenjivanju domaćih životinja, Priroda
- Genetičko inženjerstvo Hrvatska tehnička enciklopedija, portal hrvatske tehničke baštine. LZMK